# 马忠源
马忠源（1953年—），上海市人，中华人民共和国政治人物，早年供职于上海海关、深圳海关，后任深圳海关副关长兼政治部主任，2006年担任重庆海关党组书记、关长，2008年起担任全国人大代表，2011年1月，补选为全国人大代表